# Kazimierz Sokołowski (hokeista)
Kazimierz Sokołowski (ur. 26 marca 1908 we Lwowie, zm. 3 lipca 1998 w Tarnowie) – polski hokeista, dwukrotny olimpijczyk.
Zawodnik występujący na pozycji obrońcy. Reprezentował barwy Lechii Lwów oraz po wojnie Wisły Kraków.
63 razy wystąpił w reprezentacji Polski zdobywając 10 bramek. Dwukrotnie wystąpił na igrzyskach olimpijskich: w 1932 w Lake Placid i w 1936 w Garmisch - Partenkirchen. Wziął udział również w pięciu turniejach o mistrzostwo świata (1930, 1931, 1933, 1935, 1947).